# Kjetil Wæhler
Kjetil Wæhler (Oslo, 16 marzo 1976) è un ex calciatore norvegese, di ruolo difensore.

## Biografia
È il fratellastro dell'attaccante Fredrik Brustad. Suo padre, Tor Wæhler, è un ex calciatore che ha collezionato una presenza con la Nazionale norvegese. Sua madre, Liv Brustad, è una ex giocatrice di pallamano.

## Carriera

### Club

#### Lyn Oslo
Wæhler ha cominciato la carriera con la maglia del Lyn Oslo. Ha debuttato per il club, all'epoca militante nella 1. divisjon, in data 8 maggio 1994, quando è stato titolare nella sconfitta per 2-1 in casa dell'Alta. L'11 giugno 1995 ha segnato la prima rete, nel successo per 2-0 sullo Stålkameratene. Nel campionato 1996, il Lyn Oslo ha centrato la promozione nell'Eliteserien e Wæhler ha potuto così esordire nella massima divisione norvegese. L'8 maggio 1997 è stato infatti titolare nel pareggio per 1-1 contro lo Stabæk. La squadra non è riuscita però a raggiungere la salvezza, a fine stagione, ed è retrocessa nuovamente nella 1. divisjon. Il difensore è rimasto in squadra, però, per altri due campionati.

#### Wimbledon e Moss
Terminato il campionato 2000, è passato agli inglesi del Wimbledon, allenati dal connazionale Egil Olsen. Non è mai riuscito ad esordire per il club, all'epoca militante nella Premier League e poi retrocesso nella First Division. Nel 2002 è stato allora ceduto in prestito al Moss, nell'Eliteserien, per cui ha disputato il primo match il 30 giugno, nel successo per 0-4 sul campo del Sogndal. Il 4 agosto ha segnato la prima rete della sua carriera nella massima divisione, nel pareggio per 2-2 contro il Viking.

#### Vålerenga
Wæhler è passato poi al Vålerenga. Il 12 aprile 2003 ha debuttato con la nuova casacca, schierato titolare nella sconfitta per 1-0 in casa del Rosenborg. La squadra ha raggiunto la salvezza soltanto nei match di qualificazione all'Eliteserien successiva, grazie al successo nel doppio confronto con il Sandefjord. Il 30 ottobre 2004 ha siglato la prima rete in campionato con questa maglia, nel 3-0 sullo Stabæk.
Ha contribuito al successo finale nell'Eliteserien 2005 con 21 presenze ed una rete. Il 16 febbraio 2008 ha rinnovato il suo contratto con il Vålerenga per altre quattro stagioni. Nella stessa stagione, vinse l'edizione stagionale del Norgesmesterskapet.

#### Aalborg
Agli inizi del 2009, Wæhler ha firmato per i danesi dell'Aalborg. Il 1º marzo ha esordito nella Superligaen, quando è stato titolare nel successo per 0-1 sul campo dell'Horsens.

#### Göteborg
Il 13 gennaio 2012 ha firmato un contratto biennale con gli svedesi del Göteborg. Il primo incontro con questa casacca è stato datato 1º aprile, nella sconfitta per 2-1 contro il Syrianska. Il 3 luglio, durante il riscaldamento che precedeva l'inizio della sfida contro il Djurgården, è stato colpito su una gamba da un oggetto lanciato dagli spalti: Wæhler ha dovuto così saltare l'incontro. Il 28 ottobre 2013, ha rinnovato il contratto che lo legava al Göteborg per un'ulteriore stagione.

#### Il ritorno al Vålerenga
Il 21 novembre 2014, il Vålerenga ha presentato ufficialmente Wæhler come suo nuovo giocatore, a cui è stato fatto firmare un contratto annuale valido a partire dal 1º gennaio 2015. Ha scelto la maglia numero 24. Il 6 aprile 2015 è tornato a calcare i campi da calcio norvegesi, schierato titolare nella vittoria casalinga per 3-1 sullo Strømsgodset. A fine stagione, ha totalizzato 25 presenze e 2 reti in squadra. Il 21 novembre 2015 ha rinnovato il contratto che lo legava al club per un'ulteriore stagione. Il 10 agosto 2016 ha annunciato che quella in corso sarebbe stata l'ultima annata della sua carriera.

#### Sogndal
A causa degli infortuni patiti dai difensori in rosa, il Sogndal è stato costretto a tornare sul mercato degli svincolati per sopperire a queste assenze: in data 11 maggio 2017, Wæhler è uscito quindi dal ritiro ed ha firmato con il club un contratto valido sino al termine della stagione in corso. Ha scelto la maglia numero 41, come la sua età. Il 1º luglio 2017, in occasione della sfida di campionato contro l'Aalesund, è diventato il calciatore più anziano ad aver mai calcato i campi dell'Eliteserien, con i suoi 41 anni e 107 giorni. Il Sogndal ha chiuso il campionato al 14º posto finale, dovendo perciò difendere il proprio posto in Eliteserien dall'assalto del Ranheim: al termine del doppio confronto, la squadra è stata sconfitta ai tiri di rigore ed è quindi retrocessa in 1. divisjon.
Svincolato alla fine di quella stessa annata, il 3 maggio 2018 ha firmato un nuovo accordo annuale con il Sogndal, prolungando pertanto la sua carriera.

### Nazionale
Wæhler ha giocato 8 partite per la Norvegia under 21. La prima di queste presenze è datata 4 febbraio 1996, nella sconfitta per 2-1 contro gli Stati Uniti. Il 17 agosto 2005 ha giocato il primo incontro nella Nazionale maggiore, sostituendo Erik Hagen nella sconfitta per 0-2 contro la Svizzera. Il 10 ottobre 2009 ha segnato la prima rete, che ha sancito il successo per 1-0 degli scandinavi sul Sudafrica. Il 10 agosto 2011 ha ricevuto il Gullklokka per la 25ª apparizione in Nazionale, in occasione del successo per 3-0 sulla Rep. Ceca. Il 5 febbraio 2012 ha annunciato la volontà di prendersi una pausa dalla Nazionale, in seguito al suo trasferimento al Göteborg. È rientrato in squadra il 27 agosto successivo, finendo tra i convocati di Egil Olsen per le sfide contro Islanda e Slovenia.

## Statistiche

### Presenze e reti nei club
Statistiche aggiornate al 1º gennaio 2019.
| Stagione         | Club             | Campionato       | Campionato | Campionato | Coppe nazionali | Coppe nazionali | Coppe nazionali | Coppe continentali | Coppe continentali | Coppe continentali | Supercoppe | Supercoppe | Supercoppe | Totale | Totale |
| Stagione         | Club             | Comp             | Pres       | Reti       | Comp            | Pres            | Reti            | Comp               | Pres               | Reti               | Comp       | Pres       | Reti       | Pres   | Reti   |
| ---------------- | ---------------- | ---------------- | ---------- | ---------- | --------------- | --------------- | --------------- | ------------------ | ------------------ | ------------------ | ---------- | ---------- | ---------- | ------ | ------ |
| 1994             | Lyn Oslo         | 1D               | 2          | 0          | CN              | 0               | 0               | -                  | -                  | -                  | -          | -          | -          | 2      | 0      |
| 1995             | Lyn Oslo         | 1D               | 15         | 1          | CN              | 2               | 0               | -                  | -                  | -                  | -          | -          | -          | 17     | 1      |
| 1996             | Lyn Oslo         | 1D               | 12         | 3          | CN              | 1               | 0               | -                  | -                  | -                  | -          | -          | -          | 13     | 3      |
| 1997             | Lyn Oslo         | ES               | 17         | 0          | CN              | 1               | 0               | -                  | -                  | -                  | -          | -          | -          | 13     | 3      |
| 1998             | Lyn Oslo         | 1D               | 23         | 0          | CN              | 1               | 0               | -                  | -                  | -                  | -          | -          | -          | 24     | 0      |
| 1999             | Lyn Oslo         | 1D               | 22         | 1          | CN              | 5               | 0               | -                  | -                  | -                  | -          | -          | -          | 27     | 1      |
| Totale Lyn Oslo  | Totale Lyn Oslo  | Totale Lyn Oslo  | 91         | 8          |                 | 11              | 0               |                    | -                  | -                  |            | -          | -          | 102    | 8      |
| gen.-giu. 2000   | Wimbledon        | PL               | 0          | 0          | FACup+CdL       | ?               | ?               | -                  | -                  | -                  | -          | -          | -          | ?      | ?      |
| 2000-2001        | Wimbledon        | 1D               | 0          | 0          | FACup+CdL       | ?               | ?               | -                  | -                  | -                  | -          | -          | -          | ?      | ?      |
| 2001-2002        | Wimbledon        | 1D               | 0          | 0          | FACup+CdL       | ?               | ?               | -                  | -                  | -                  | -          | -          | -          | ?      | ?      |
| Totale Wimbledon | Totale Wimbledon | Totale Wimbledon | 0          | 0          |                 | ?               | ?               |                    | -                  | -                  |            | -          | -          | ?      | ?      |
| giu.-dic. 2002   | Moss             | ES               | 11         | 1          | CN              | 2               | 0               | -                  | -                  | -                  | -          | -          | -          | 13     | 1      |
| 2003             | Vålerenga        | ES               | 23+2       | 0          | CN              | 2               | 1               | CU                 | 2                  | 0                  | -          | -          | -          | 29     | 1      |
| 2004             | Vålerenga        | ES               | 23         | 1          | CN              | 2               | 0               | -                  | -                  | -                  | -          | -          | -          | 25     | 1      |
| 2005             | Vålerenga        | ES               | 21         | 1          | CN              | 3               | 1               | UCL+CU             | 4+0                | 1+0                | -          | -          | -          | 28     | 3      |
| 2006             | Vålerenga        | ES               | 16         | 1          | CN              | 2               | 0               | UCL                | 1                  | 0                  | -          | -          | -          | 19     | 1      |
| 2007             | Vålerenga        | ES               | 21         | 1          | CN              | 3               | 1               | CU                 | 2                  | 0                  | -          | -          | -          | 26     | 2      |
| 2008             | Vålerenga        | ES               | 20         | 1          | CN              | 4               | 0               | CU                 | 2                  | 0                  | -          | -          | -          | 26     | 1      |
| gen.-giu. 2009   | Aalborg          | SL               | 9          | 0          | CD              | ?               | ?               | -                  | -                  | -                  | -          | -          | -          | 9+     | 0+     |
| 2009-2010        | Aalborg          | SL               | 27         | 1          | CD              | ?               | ?               | UEL                | 0                  | 0                  | -          | -          | -          | 27+    | 1+     |
| 2010-2011        | Aalborg          | SL               | 32         | 2          | CD              | ?               | ?               | -                  | -                  | -                  | -          | -          | -          | 32+    | 2+     |
| 2011-gen. 2012   | Aalborg          | SL               | 14         | 0          | CD              | ?               | ?               | -                  | -                  | -                  | -          | -          | -          | 14+    | 0+     |
| Totale Aalborg   | Totale Aalborg   | Totale Aalborg   | 82         | 3          |                 | ?               | ?               |                    | 0                  | 0                  |            | -          | -          | 82+    | 3+     |
| 2012             | Göteborg         | A                | 24         | 0          | SC              | 6               | 0               | -                  | -                  | -                  | -          | -          | -          | 30     | 0      |
| 2013             | Göteborg         | A                | 20         | 2          | SC              | 1               | 0               | UEL                | -                  | -                  | -          | -          | -          | 21     | 2      |
| 2014             | Göteborg         | A                | 19         | 1          | SC              | 1               | 0               | UEL                | 2                  | 0                  | -          | -          | -          | 22     | 1      |
| Totale Göteborg  | Totale Göteborg  | Totale Göteborg  | 63         | 3          |                 | 8               | 0               |                    | 2                  | 0                  |            | -          | -          | 73     | 3      |
| 2015             | Vålerenga        | ES               | 25         | 2          | CN              | 0               | 0               | -                  | -                  | -                  | -          | -          | -          | 25     | 2      |
| 2016             | Vålerenga        | ES               | 21         | 1          | CN              | 2               | 0               | -                  | -                  | -                  | -          | -          | -          | 23     | 1      |
| Totale Vålerenga | Totale Vålerenga | Totale Vålerenga | 170+2      | 8+0        |                 | 18              | 3               |                    | 11                 | 1                  |            | -          | -          | 201    | 12     |
| mag.-dic. 2017   | Sogndal          | ES               | 17+2       | 1+0        | CN              | 0               | 0               | -                  | -                  | -                  | -          | -          | -          | 19     | 1      |
| mag.-dic. 2018   | Sogndal          | 1D               | 15         | 2          | CN              | 0               | 0               | -                  | -                  | -                  | -          | -          | -          | 15     | 2      |
| Totale Sogndal   | Totale Sogndal   | Totale Sogndal   | 32+2       | 3+0        |                 | 0               | 0               |                    | -                  | -                  |            | -          | -          | 34     | 3      |
| Totale           | Totale           | Totale           | 448+4      | 26+0       |                 | ?               | ?               |                    | 13                 | 1                  |            | -          | -          | 466+   | 27+    |

### Cronologia presenze e reti in Nazionale
| Cronologia completa delle presenze e delle reti in nazionale ― Norvegia | Cronologia completa delle presenze e delle reti in nazionale ― Norvegia | Cronologia completa delle presenze e delle reti in nazionale ― Norvegia | Cronologia completa delle presenze e delle reti in nazionale ― Norvegia | Cronologia completa delle presenze e delle reti in nazionale ― Norvegia | Cronologia completa delle presenze e delle reti in nazionale ― Norvegia | Cronologia completa delle presenze e delle reti in nazionale ― Norvegia | Cronologia completa delle presenze e delle reti in nazionale ― Norvegia |
| Data                                                                    | Città                                                                   | In casa                                                                 | Risultato                                                               | Ospiti                                                                  | Competizione                                                            | Reti                                                                    | Note                                                                    |
| ----------------------------------------------------------------------- | ----------------------------------------------------------------------- | ----------------------------------------------------------------------- | ----------------------------------------------------------------------- | ----------------------------------------------------------------------- | ----------------------------------------------------------------------- | ----------------------------------------------------------------------- | ----------------------------------------------------------------------- |
| 17-8-2005                                                               | Oslo                                                                    | Norvegia                                                                | 0 – 2                                                                   | Svizzera                                                                | Amichevole                                                              | -                                                                       | 71’                                                                     |
| 16-8-2006                                                               | Oslo                                                                    | Norvegia                                                                | 1 – 1                                                                   | Brasile                                                                 | Amichevole                                                              | -                                                                       | 78’                                                                     |
| 8-9-2007                                                                | Chișinău                                                                | Moldavia                                                                | 0 – 1                                                                   | Norvegia                                                                | Qual. Euro 2008                                                         | -                                                                       | 62’                                                                     |
| 11-10-2008                                                              | Glasgow                                                                 | Scozia                                                                  | 0 – 0                                                                   | Norvegia                                                                | Qual. Mondiali 2010                                                     | -                                                                       |                                                                         |
| 15-10-2008                                                              | Oslo                                                                    | Norvegia                                                                | 0 – 1                                                                   | Paesi Bassi                                                             | Qual. Mondiali 2010                                                     | -                                                                       |                                                                         |
| 11-2-2009                                                               | Düsseldorf                                                              | Germania                                                                | 0 – 1                                                                   | Norvegia                                                                | Amichevole                                                              | -                                                                       |                                                                         |
| 6-6-2009                                                                | Skopje                                                                  | Macedonia                                                               | 0 – 0                                                                   | Norvegia                                                                | Qual. Mondiali 2010                                                     | -                                                                       |                                                                         |
| 10-6-2009                                                               | Rotterdam                                                               | Paesi Bassi                                                             | 2 – 0                                                                   | Norvegia                                                                | Qual. Mondiali 2010                                                     | -                                                                       |                                                                         |
| 12-8-2009                                                               | Oslo                                                                    | Norvegia                                                                | 4 – 0                                                                   | Scozia                                                                  | Qual. Mondiali 2010                                                     | -                                                                       |                                                                         |
| 5-9-2009                                                                | Reykjavík                                                               | Islanda                                                                 | 1 – 1                                                                   | Norvegia                                                                | Qual. Mondiali 2010                                                     | -                                                                       | 86’                                                                     |
| 9-9-2009                                                                | Oslo                                                                    | Norvegia                                                                | 2 – 1                                                                   | Macedonia                                                               | Qual. Mondiali 2010                                                     | -                                                                       |                                                                         |
| 10-10-2009                                                              | Oslo                                                                    | Norvegia                                                                | 1 – 0                                                                   | Sudafrica                                                               | Amichevole                                                              | 1                                                                       |                                                                         |
| 3-3-2010                                                                | Žilina                                                                  | Slovacchia                                                              | 0 – 1                                                                   | Norvegia                                                                | Amichevole                                                              | -                                                                       |                                                                         |
| 29-5-2010                                                               | Oslo                                                                    | Norvegia                                                                | 2 – 1                                                                   | Montenegro                                                              | Amichevole                                                              | -                                                                       |                                                                         |
| 2-6-2010                                                                | Oslo                                                                    | Norvegia                                                                | 0 – 1                                                                   | Ucraina                                                                 | Amichevole                                                              | -                                                                       |                                                                         |
| 11-8-2010                                                               | Oslo                                                                    | Norvegia                                                                | 2 – 1                                                                   | Francia                                                                 | Amichevole                                                              | -                                                                       | 46’                                                                     |
| 3-9-2010                                                                | Reykjavík                                                               | Islanda                                                                 | 1 – 2                                                                   | Norvegia                                                                | Qual. Euro 2012                                                         | -                                                                       |                                                                         |
| 7-9-2010                                                                | Oslo                                                                    | Norvegia                                                                | 1 – 0                                                                   | Portogallo                                                              | Qual. Euro 2012                                                         | -                                                                       | 72’                                                                     |
| 8-10-2010                                                               | Larnaca                                                                 | Cipro                                                                   | 1 – 2                                                                   | Norvegia                                                                | Qual. Euro 2012                                                         | -                                                                       |                                                                         |
| 12-10-2010                                                              | Zagabria                                                                | Croazia                                                                 | 2 – 1                                                                   | Norvegia                                                                | Amichevole                                                              | -                                                                       | 74’                                                                     |
| 17-11-2010                                                              | Dublino                                                                 | Irlanda                                                                 | 1 – 1                                                                   | Norvegia                                                                | Amichevole                                                              | -                                                                       |                                                                         |
| 9-2-2011                                                                | Faro                                                                    | Polonia                                                                 | 1 – 0                                                                   | Norvegia                                                                | Amichevole                                                              | -                                                                       | 59’                                                                     |
| 26-3-2011                                                               | Oslo                                                                    | Norvegia                                                                | 1 – 1                                                                   | Danimarca                                                               | Qual. Euro 2012                                                         | -                                                                       | 34’                                                                     |
| 7-6-2011                                                                | Oslo                                                                    | Norvegia                                                                | 1 – 0                                                                   | Lituania                                                                | Amichevole                                                              | -                                                                       |                                                                         |
| 10-8-2011                                                               | Oslo                                                                    | Norvegia                                                                | 3 – 0                                                                   | Rep. Ceca                                                               | Amichevole                                                              | -                                                                       | 80’                                                                     |
| 2-9-2011                                                                | Oslo                                                                    | Norvegia                                                                | 1 – 0                                                                   | Islanda                                                                 | Qual. Euro 2012                                                         | -                                                                       |                                                                         |
| 6-9-2011                                                                | Copenaghen                                                              | Danimarca                                                               | 2 – 0                                                                   | Norvegia                                                                | Qual. Euro 2012                                                         | -                                                                       | 46’                                                                     |
| 11-10-2011                                                              | Oslo                                                                    | Norvegia                                                                | 3 – 1                                                                   | Cipro                                                                   | Qual. Euro 2012                                                         | -                                                                       | Cap.                                                                    |
| 11-11-2011                                                              | Cardiff                                                                 | Galles                                                                  | 4 – 1                                                                   | Norvegia                                                                | Amichevole                                                              | -                                                                       |                                                                         |
| 7-9-2012                                                                | Reykjavík                                                               | Islanda                                                                 | 2 – 0                                                                   | Norvegia                                                                | Qual. Mondiali 2014                                                     | -                                                                       |                                                                         |
| 11-9-2012                                                               | Oslo                                                                    | Norvegia                                                                | 2 – 1                                                                   | Slovenia                                                                | Qual. Mondiali 2014                                                     | -                                                                       |                                                                         |
| 11-6-2013                                                               | Oslo                                                                    | Norvegia                                                                | 2 – 0                                                                   | Macedonia                                                               | Amichevole                                                              | -                                                                       | 37’ 38’                                                                 |
| Totale                                                                  |                                                                         | Presenze                                                                | 32                                                                      |                                                                         | Reti                                                                    | 1                                                                       |                                                                         |

## Palmarès

### Club

#### Competizioni nazionali
- Campionato norvegese: 1

Vålerenga: 2005
- Coppa di Norvegia: 1

Vålerenga: 2008
- Coppa di Svezia: 1

Göteborg: 2012-2013

### Individuale
- Gullklokka

2001